# Cardom

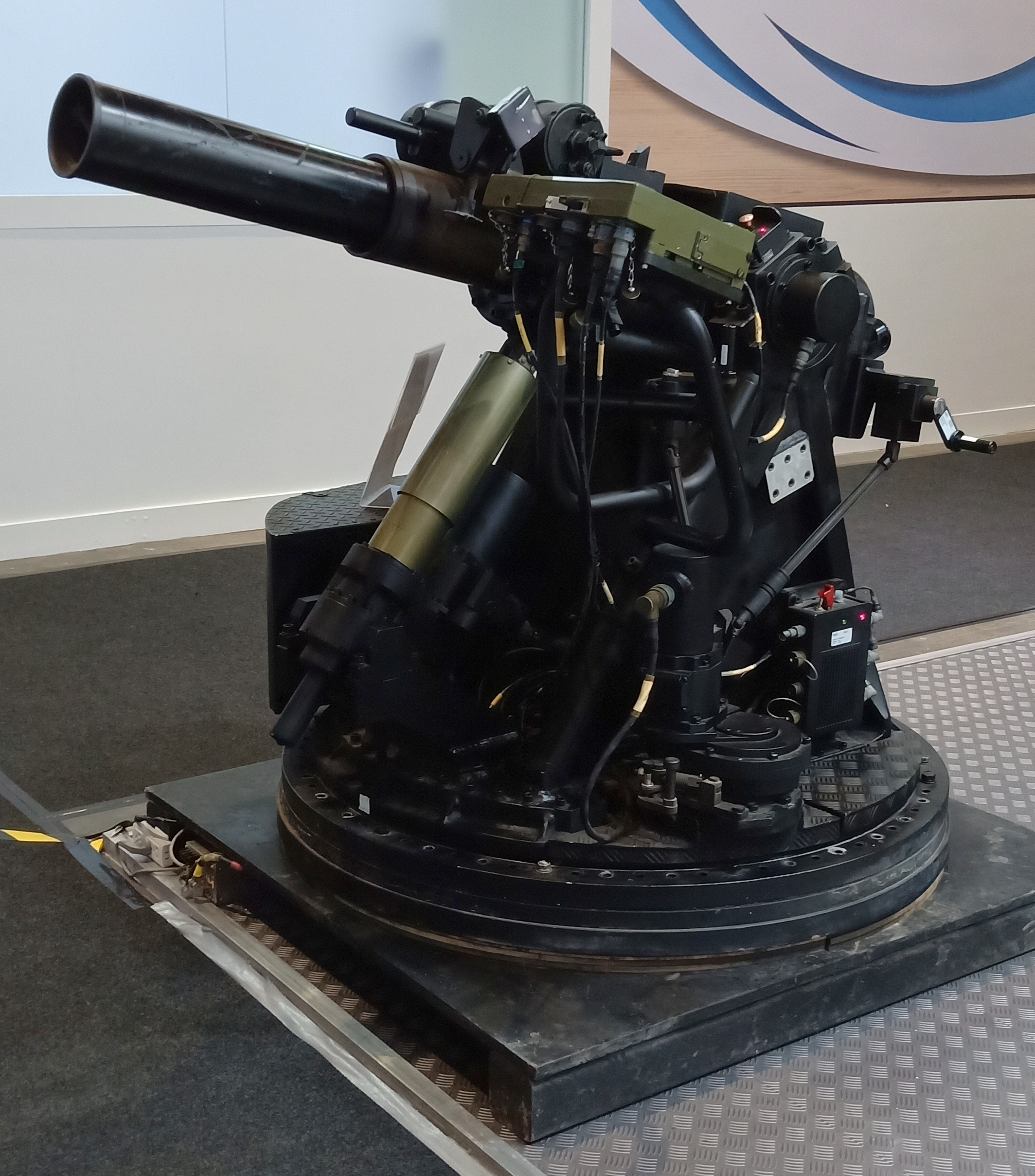
Cardom

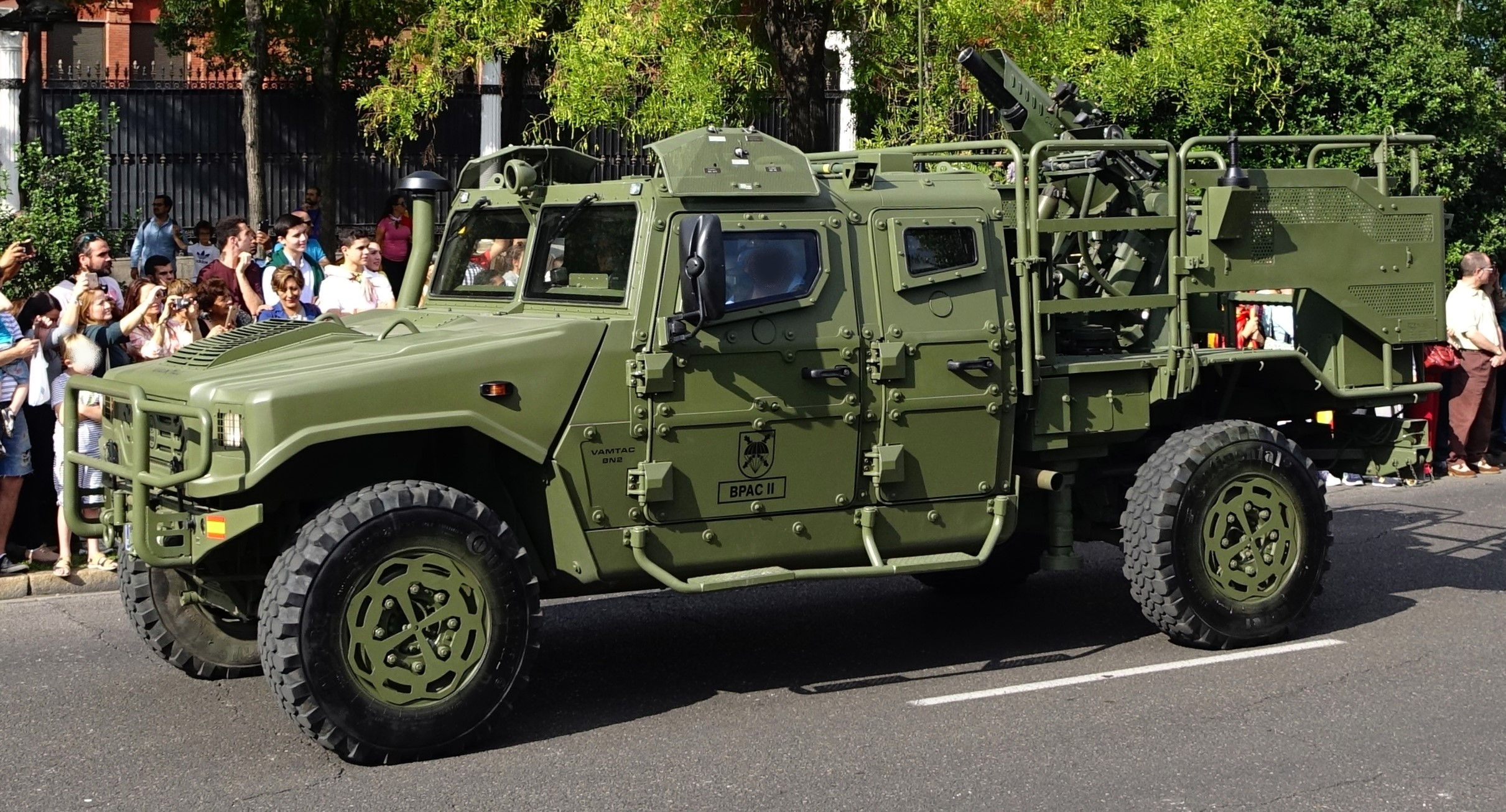
URO VAMTAC de l'armée espagnole en version mortier automoteur avec le Cardom

Le Cardom (anglais : Hatchet) est un système israélien de mortier anti-recul (RMS) de 81 mm/120 mm, fabriqué par Soltam Systems. Il est utilisé par l'armée américaine, les Forces de défense israéliennes, les pays de l'OTAN et d'autres embarqué sur un véhicule comme un mortier automoteur. Le Cardom est un système autonome et informatisé de montage sur des véhicules blindés légers et moyens. Le système fournit un appui-feu.

## Aperçu
Le système utilise un nouveau système de navigation intégré informatisé et d'autopositionnement et de visée. Ses dispositifs d'acquisition de cibles modernes, associés à un système de mortier à recul spécialement conçu, atténuent les charges de tir et permettent de monter les systèmes sur des AFV à roues et à chenilles, ou même des véhicules tels que des camions. Les mécanismes de visée CARDOM sont liés à des systèmes de commande, de contrôle et de communication de pointe, pour obtenir un mode de pose automatique à réponse rapide. Le système Cardom fourni par l'IDF prend des données d'acquisition de cible, qui fournissent la distance, le relèvement, la position et d'autres données à partir d'un point d'observation et les transmet directement au système Cardom. À l'aide de servomoteurs électriques, le canon de mortier est ensuite réglé aux angles exacts de traversée et d'élévation, prêts pour le tir.

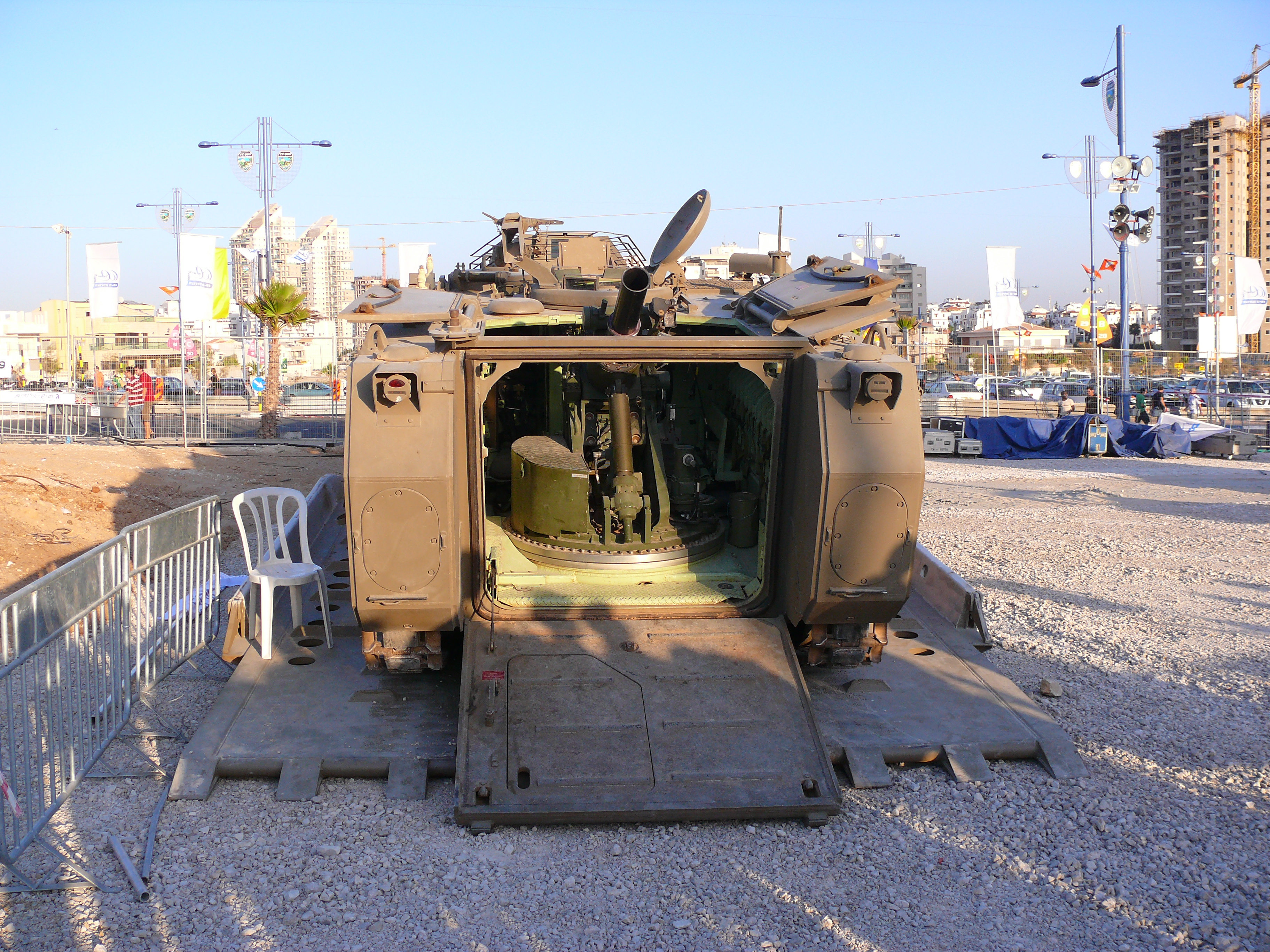
Mortier de 120 mm "Keshet" de Tsahal.

Le Cardom 120 mm a une cadence de rafale de 16 tr/min, suivie d'une cadence de tir soutenue de 4 tr/min. Le système de mortier anti-recul Cardom a été qualifié pour le déploiement avec la brigade Stryker de la 3e armée américaine, et sera couplé au système de contrôle de tir de mortier M95 de l'armée américaine sur le M1129 Mortar Carrier. Jusqu'à présent, plus de 320 systèmes de mortier ont été fabriqués pour l'armée américaine.

## Performance
- Portée : 7 000 à 8 000 mètres
- Calibre : 120/81mm lisse et rayé

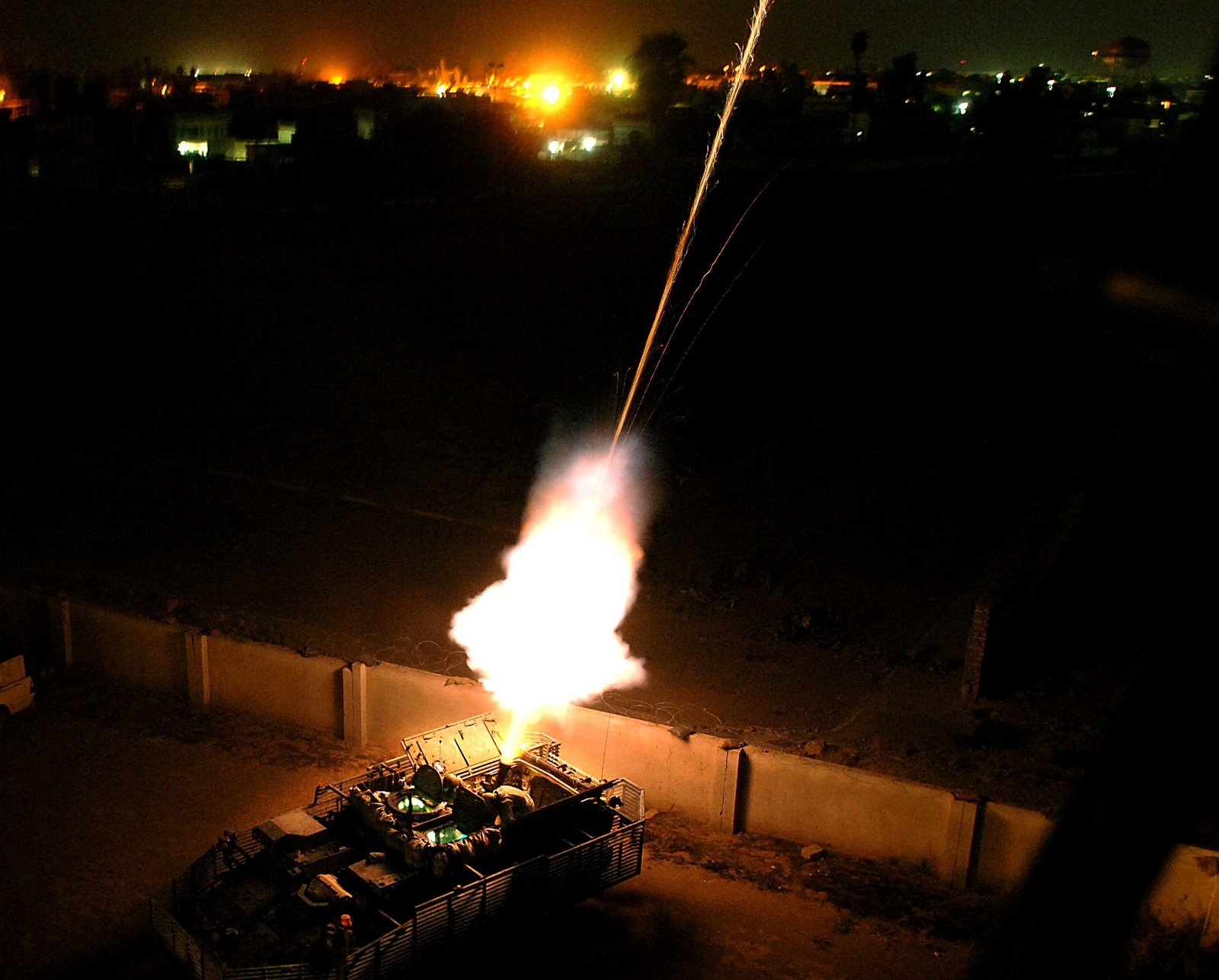
Cardom aux États-Unis
M1129 Mortar Carrier en opération en Irak

- Cadence de tir max : 16 coups par minute
- Traversée (deg) : 360
- Tir du premier tour : moins de 30 sec
- Equipage : 2-4 selon le transporteur
- Double mode : monté et démonté

## Opérateurs
Azerbaïdjan
- Forces armées azerbaïdjanaises[1]

 Cameroun
- Forces armées camerounaises[1]

 Israël
- Armée de défense d'Israël[2],[3]

 Kazakhstan
- Forces armées kazakhes[1]

 Portugal
- Forces armées portugaises[1]

 Philippines
- Armée philippine[4]

 Espagne
- armée de terre espagnole[5] complété ou remplacé dès fin 2021 par le mortier automoteur EIMOS

 Thaïlande
- Royal Thai Army

 Ouganda
- Armée ougandaise[1]

 États-Unis
- United States Army[1]

 Zambie
- Force de défense zambienne[6]

## Opérateurs futurs
Denmark
- Royal Danish Army (En commande)